# Комаровский, Дмитрий Александрович
Дми́трий Александро́вич Комаро́вский (бел. Дзмітрый Аляксандровіч Камароўскі; род. 10 октября 1986, Болбасово, Витебская область) — белорусский футболист, нападающий, полузащитник, главный тренер клуба «Ислочь».

## Карьера
Первый тренер — Владимир Дмитриевич Вашетьков.
Воспитывался в могилёвском училище олимпийского резерва. Карьеру начинал в 2002 году в составе ФК БАТЭ, где играл за дублирующий состав. В 2003 году дебютировал в чемпионате Беларуси. За два сезона, проведённых в Борисове, сыграл 24 матча, в которых забил 5 голов.
Играя за юношескую сборную Беларуси, приглянулся селекционерам из московского «Торпедо». По окончании контракта с БАТЭ, в декабре 2004 года переходит в московскую команду. Весь сезон Дмитрий отыграл в турнире дублёров, лишь один раз сыграв за основной состав команды против ФК «Москва», выйдя на замену на 74-й минуте матча.
Сезон 2006 Комаровский провёл в аренде в ФК «Нафтан». По окончании сезона вернулся в «Торпедо», но закрепиться в основе у Дмитрия так и не получилось, сыграв всего 6 матчей (4 в чемпионате и 2 в Кубке России), он возвращается в команду из Новополоцка. Именно в «Нафтане» Комаровский дебютирует в еврокубках. 16 июля 2009 года в матче второго отборочного раунда Лиги Европы УЕФА 2009/2010 против бельгийского «Гента».
С 2010 года выступал за солигорский «Шахтёр». Именно в этой команде Дмитрий раскрывает свой бомбардирский талант. В матче 4-го тура чемпионата Беларуси 2012 он оформил покер в ворота ФК «Минск».
В 2013 году переходит в ФК «Гомель», где сыграл 11 матчей в чемпионате.
7 июня 2013 переходит в ФК «Ротор». В волгоградской команде играл на позиции полузащитника. В конце ноября подписал трёхлетний контракт с ФК «Гомель». Стал выступать на позиции атакующего полузащитника, был капитаном команды. В январе 2015 года расторг контракт с клубом и вскоре стал игроком солигорского «Шахтёра». Закрепился в основе, стал выступать преимущественно на позиции «под нападающим», помогая Николаю Янушу. По окончании сезона 2015 «Шахтёр», видя в качестве основного атакующего полузащитника Артёма Старгородского, решил не продлевать контракт с Комаровским.
В январе 2016 года присоединился к бобруйской «Белшине». Летом 2016 года перешёл в футбольный клуб «Ислочь». Из-за травмы провел в чемпионате всего 11 игр, в которых забил 3 мяча и отдал 1 голевую передачу. После завершения сезона решил уехать за границу, подписав соглашение с «Нефтчи» из Узбекистана. Провел там полгода, а затем вернулся в «Ислочь» к Виталию Жуковскому.
В 2018 году стал лучшим бомбардиром команды в чемпионате, забив 8 мячей. В матче 30 тура против могилевского «Днепра» сделал хет-трик, который позволил форварду достичь отметки в сто голов и войти в Клуб белорусских бомбардиров. В «Клуб-100» автоматически попадает любой белорусский футболист, забивший 100 и более мячей на высшем уровне.
Комаровский стал лучшим бомбардиром Кубка Беларуси сезона 2018/2019, забив в турнире 6 голов. Стал капитаном команды. Во второй половине сезона 2019 практически не играл из-за травмы. В ноябре продлил соглашение с клубом. В 2020 году являлся игроком стартового состава. В январе 2021 года продлил соглашение с клубом. С августа по октябрь не играл из-за травмы, позднее вернулся в состав. По результатам сезона 2021 был признан лучшим игроком команды.
20 января 2022 года объявил о завершении игровой карьеры.

### В сборной
Участник молодёжного чемпионата Европы 2009 в Швеции. За молодёжную сборную Беларуси сыграл 32 матча, в которых забил 6 голов.
В национальной сборной Беларуси дебютировал 29 февраля 2012 года в товарищеском матче против сборной Молдовы. Сыграл за национальную сборную страны 3 игры.

## Тренерская карьера
В марте 2022 года присоединился к тренерскому штабу «Ислочи». В декабре 2022 года стал главным тренером клуба. 14 декабря 2023 года получил тренерскую лицензию УЕФА категории «В», завершив специализированные курсы в АБФФ. 31 декабря 2023 года было объявлено, что специалист продлил контракт с клубом ещё на сезон.

## Достижения
- Обладатель Кубка Беларуси (1): 2008/09
- Серебряный призёр чемпионата Беларуси (5): 2003, 2004, 2010, 2011, 2012

## Семья
Женился в 2013 году. Супруга – Екатерина Комаровская.

## Статистика

### Клубная
| Клуб             | Сезон            | Чемпионат        | Чемпионат | Чемпионат | Кубок | Кубок | Еврокубки | Еврокубки | Итого | Итого |
| Клуб             | Сезон            | Уров.            | Игры      | Голы      | Игры  | Голы  | Игры      | Голы      | Игры  | Голы  |
| ---------------- | ---------------- | ---------------- | --------- | --------- | ----- | ----- | --------- | --------- | ----- | ----- |
| БАТЭ             | 2003             | I                | 12        | 1         | 1*    | 2     | 0         | 0         | 13*   | 3     |
| БАТЭ             | 2004             | I                | 12        | 4         | 1     | 0     | 0         | 0         | 13    | 4     |
| БАТЭ             | Итого            | Итого            | 24        | 5         | 2*    | 2*    | 0         | 0         | 26*   | 7*    |
| Торпедо (Москва) | 2005             | I                | 1         | 0         | 2     | 0     | —         | —         | 3     | 0     |
| Торпедо (Москва) | 2006             | I                | 0         | 0         | 1     | 0     | —         | —         | 1     | 0     |
| Торпедо (Москва) | Итого            | Итого            | 1         | 0         | 3     | 0     | —         | —         | 4     | 0     |
| Нафтан           | 2006             | I                | 13        | 6         | ?     | ?     | —         | —         | 13*   | 6*    |
| Торпедо (Москва) | 2007             | II               | 4         | 0         | 2     | 0     | —         | —         | 6     | 0     |
| Нафтан           | 2007             | I                | 13        | 2         | ?     | 0     | —         | —         | 13*   | 2     |
| Нафтан           | 2008             | I                | 30        | 4         | 2     | 2     | —         | —         | 32    | 6     |
| Нафтан           | 2009             | I                | 21        | 2         | 4     | 0     | 2         | 0         | 23    | 2     |
| Нафтан           | Итого            | Итого            | 64        | 8         | 6*    | 2*    | 2         | 0         | 72*   | 10*   |
| Шахтёр           | 2010             | I                | 33        | 6         | 4     | 0     | —         | —         | 37    | 6     |
| Шахтёр           | 2011             | I                | 33        | 8         | 5     | 1     | 2         | 1         | 40    | 10    |
| Шахтёр           | 2012             | I                | 30        | 11        | 1     | 0     | 2         | 0         | 33    | 11    |
| Шахтёр           | Итого            | Итого            | 96        | 25        | 10    | 1     | 4         | 1         | 110   | 27    |
| Гомель           | 2013             | I                | 11        | 0         | 1     | 0     | —         | —         | 12    | 0     |
| Ротор            | 2013/2014        | II               | 14        | 2         | 1     | 0     | —         | —         | 15    | 2     |
| Гомель           | 2014             | I                | 30        | 7         | 3     | 2     | —         | —         | 33    | 9     |
| Шахтёр           | 2015             | I                | 24        | 5         | 7     | 5     | 4         | 2         | 35    | 12    |
| Белшина          | 2016             | I                | 10        | 1         | 2     | 0     | 0         | 0         | 12    | 1     |
| Ислочь           | 2016             | I                | 11        | 3         | 2     | 1     | 0         | 0         | 13    | 4     |
| Нефтчи           | 2017             | I                | 12        | 2         | 1     | 0     | 0         | 0         | 13    | 2     |
| Ислочь           | 2017             | I                | 13        | 2         | 2     | 1     | —         | —         | 15    | 3     |
| Ислочь           | 2018             | I                | 30        | 8         | 3     | 0     | —         | —         | 33    | 8     |
| Ислочь           | 2019             | I                | 18        | 8         | 6     | 6     | —         | —         | 24    | 14    |
| Ислочь           | 2020             | I                | 28        | 7         | 3     | 2     | —         | —         | 31    | 9     |
| Ислочь           | 2021             | I                | 19        | 8         | 5     | 1     | —         | —         | 24    | 9     |
| Ислочь           | Итого            | Итого            | 108       | 33        | 19    | 10    | 0         | 0         | 127   | 43    |
| Всего за карьеру | Всего за карьеру | Всего за карьеру | 422       | 97        | 59*   | 23*   | 10        | 3         | 491*  | 123*  |

Примечание: знаком * отмечены ячейки, данные в которых возможно больше указанных.

### В сборной
| Матчи Комаровского за сборную Беларуси | Матчи Комаровского за сборную Беларуси | Матчи Комаровского за сборную Беларуси | Матчи Комаровского за сборную Беларуси | Матчи Комаровского за сборную Беларуси | Матчи Комаровского за сборную Беларуси |
| №                                      | Дата                                   | Оппонент                               | Счёт                                   | Голы                                   | Соревнование                           |
| -------------------------------------- | -------------------------------------- | -------------------------------------- | -------------------------------------- | -------------------------------------- | -------------------------------------- |
| 1                                      | 29 февраля 2012                        | Молдова                                | 0-0                                    | -                                      | Товарищеский матч                      |
| 2                                      | 7 июня 2012                            | Литва                                  | 1-1                                    | -                                      | Товарищеский матч                      |
| 3                                      | 15 августа 2012                        | Армения                                | 2-1                                    | -                                      | Товарищеский матч                      |

Итого: 3 матча / 0 голов; 1 победа, 2 ничьих, 0 поражений.